# アレン・ニューウェル
アレン・ニューウェル（Allen Newell, 1927年3月19日 - 1992年7月19日）は、初期の人工知能研究の研究者。計算機科学および認知心理学の研究者であり、ランド研究所やカーネギーメロン大学の計算機科学科、テッパー・スクール・オブ・ビジネスに勤務した。ハーバート・サイモンと共に開発した Information Processing Language (1956) や2つの初期のAIプログラムである Logic Theory Machine (1956) と General Problem Solver (1957) で知られている。1975年、人工知能と認知心理学への基礎的貢献が認められ、ハーバート・サイモンと共にACMチューリング賞を受賞。

## 初期の研究
1949年、スタンフォード大学で学士号を取得。プリンストン大学に進学し1949年から1950年にかけて数学を学んだ。ゲーム理論という新たな領域にも出会い、自分が「純粋数学よりも実験と理論の結合領域を好む」（サイモン）ということを見出した。その後プリンストンからサンタモニカのランド研究所に移り、「空軍のロジスティック問題を研究していたグループ」（サイモン）に参加した。ここでジョゼフ・クラスカルに出会い、2つの理論を生み出した。それは組織理論のモデル (A Model for Organization Theory) と組織理論の公式化された精密な概念 (Formulating Precise Concepts in Organization Theory) である。その後カーネギーメロン大学（の現在ではテッパー・スクール・オブ・ビジネスと呼ばれているビジネススクール部門）でハーバート・サイモンに師事し、博士号を取得。
その後、ニューウェルは「小集団における意思決定に関する実験の設計と指導に転じた」（サイモン）。しかし、彼は小集団の実験では正確で満足できる結果を得られないのではないかと考えた。そこで彼はランド研究所の仲間である John Kennedy、Bob Chapman、Bill Bielと共に Air Force Early Warning Station で「組織的処理の詳細を研究するための」大規模なシミュレーションを計画し、1952年に空軍から資金を提供された（サイモン）。この実験では、隊員間の相互のやり取りやレーダースクリーンの情報や妨害飛行機などを入力情報として組織がどのように意思決定し情報を扱うかを調査した。この実験からニューウェルは組織活動の本質は情報処理であると確信した。

## 人工知能
1954年9月、ニューウェルはオリバー・セルフリッジのセミナーに参加した。これは「文字などのパターンを認識し学習するコンピュータプログラムの動作を説明する」ものであった（サイモン）。このときにニューウェルは知能を持ち適応能力のあるシステムを作成できるかもしれないと考えた。その考えを考察したニューウェルは1955年に論文 The Chess Machine: An Example of Dealing with a Complex Task by Adaptation（チェスマシン：適応によって複雑なタスクを扱う例）を書いた。これは「チェスを人間のように実行できるコンピュータプログラムの概念的な設計」である（サイモン）。
ニューウェルの業績は経済学者（後のノーベル賞受賞者でもある）ハーバート・サイモンの目にとまり、プログラマの J. C. Shaw と共に世界初の真の人工知能プログラム Logic Theorist を共同で開発した。このプログラムにおけるニューウェルの仕事は人工知能という領域の基礎を築いた。彼の技術革新としては、AIで最も重要なプログラミングパラダイムであるリスト処理、一般的推論への手段目標分析の応用（探索としての推論）、探索空間を限定するためのヒューリスティクスの利用、などがある。
このプログラムは1956年のダートマス会議で発表された。ダートマス会議は草創期の人工知能に関心を寄せる研究者らの非公式の会合だった。その会議が今では一般に「人工知能の誕生」とみなされており、その後20年間にわたってニューウェルを含む会議参加者がAI研究のリーダーとなった。

## その後の業績
ニューウェルとサイモンはしばらく共同研究を続けた。彼らはカーネギーメロン大学に人工知能研究所を創設し、1950年代末から1960年代にかけて一連の重要なプログラムを生み出し、理論的洞察ももたらした。例えば、General Problem Solver は手段目標分析の実装例として大きな影響を及ぼし、あらゆる知的行動がニューウェルのプログラムが行っているような記号操作に還元されるという哲学的主張「物理記号システム仮説」を提唱した。
Soar (1973) という認知アーキテクチャは、『認知の統一理論』（UTC）という著作 (1990) を執筆する過程でニューウェルが具体化したものである。ニューウェルは死ぬまでその改良に務めた。

## 受賞歴など
- 1972年 — 米国科学アカデミー会員[5]
- 1972年 — アメリカ芸術科学アカデミーフェロー[6]
- 1975年 — チューリング賞（ハーバート・サイモンと同時）, Association for Computing Machinery[7]
- 1980年 — 全米技術アカデミー会員[8]
- 1980年 — アメリカ人工知能学会初代会長
- 1981年 — IEEE Computer Society がコンピュータパイオニア賞を創設した際にまとめて授与した中 (Charter Recipients) の1人だった[9]。
- 1985年 — Distinguished Scientific Contribution Award（アメリカ心理学会）
- 1986年 — 名誉博士号（ペンシルベニア大学）
- 1989年 — Award for Research Excellence（国際人工知能会議）
- 1989年 — 名誉博士号（フローニンゲン大学）
- 1989年 — William James Fellow Award (charter recipient), 科学的心理学会
- 1990年 — IEEE Emanuel R. Piore Award[10]
- 1990年 — IEEE W.R.G. Baker Prize Paper Award[11]
- 1992年 — アメリカ国家科学賞[12]
- 1992年 — Louis E. Levy Medal（Franklin Institute）[13]

## 顕彰
アレン・ニューウェル賞はアメリカ人工知能学会 (AAAI) とAssociation for Computing Machinery (ACM)が、計算機科学の領域拡大や他の学問領域との架け橋となるような貢献をした人物に授与する賞である。
他にも、カーネギーメロン大学計算機科学科が授与する Allen Newell Award for Research Excellence という賞もある。